# Skansen, Pyttis
För andra betydelser, se Skansen (olika betydelser).
Skansen är en ö i Finland. Den ligger i Finska viken och i kommunen Pyttis i den ekonomiska regionen  Kotka-Fredrikshamn i landskapet Kymmenedalen, i den södra delen av landet. Ön ligger omkring 20 kilometer väster om Kotka och omkring 95 kilometer öster om Helsingfors.
Öns area är 2 hektar och dess största längd är 230 meter i nord-sydlig riktning. Närmaste större samhälle är Kotka, 18,7 km nordost om Skansen.